# Altreconomia
Altreconomia è una rivista mensile di informazione indipendente – 11 numeri l'anno – e una casa editrice che tratta tematiche inerenti all'economia solidale e trasformativa. Temi quali il commercio equo e solidale, la finanza etica, la cooperazione internazionale, il turismo responsabile, la difesa dell'ambiente e dei diritti. Altrecononia è una voce critica sull'economia in cui viviamo che racconta quella in cui vorremmo vivere. Oltre alla rivista, Altra Economia Società Cooperativa, costituita da oltre 1000 soci persone fisiche, lettori e persone giuridiche, pubblica libri, offre servizi di comunicazione, organizza eventi, partecipa a progetti.
La rivista viene pubblicata sia in formato cartaceo che in formato digitale.

## Le attività
La rivista nasce nel novembre del 1999 da una società cooperativa e nell'affrontare tematiche sensibili, fornisce informazioni nell'ambito del no profit, e promuove varie iniziative anche insieme ad altre associazioni. Nell'approfondimento delle tematiche affrontate dalla rivista, Altreconomia ha pubblicato circa 250 libri. 
Il sito è costantemente aggiornato e pubblica articoli sui temi della rivista e l'attualità.